# Prix Saint-Michel
De Prix Saint-Michel (ook wel Sint-Michielsprijs genoemd) is een Belgische stripprijs. De prijzen werden sinds 1971 vrijwel elk jaar uitgereikt tot 1986. Na een lange onderbreking worden ze vanaf 2002 jaarlijks uitgereikt en wel op het Comics Festival Belgium in Brussel. De Prix Saint-Michel geldt als een van de oudste Europese prijzen voor het stripverhaal.
Van 2002 tot 2012 werd de prijs uitgereikt op een stripfestival in Sint-Gillis (Brussel). Vervolgens werd de prijs enkele jaren uitgereikt op het Stripfeest in Brussel, maar het Stripfeest koos later voor de Prix Raymond Leblanc wat later resulteerde in de Atomiumprijzen. Sindsdien wordt de Prix Saint-Michel uitgereikt in het Stadhuis van Brussel.

## Prijzen
Elk jaar wordt één hoofdprijs en een aantal andere prijzen uitgereikt. Niet alle prijzen worden elk jaar uitgereikt. De categorieën zijn:
- Grand Prix Saint-Michel voor het volledige oeuvre van een auteur

- Prix Saint-Michel voor het volledige oeuvre van een tekenaar
- Prix Saint-Michel voor het beste album van een Franstalige auteur
- Prix Saint-Michel voor het beste album van een Nederlandstalige auteur
- Prix Saint-Michel voor de beste tekening
- Prix Saint-Michel voor het beste scenario
- Prix Saint-Michel voor de beste serie
- Prix Saint-Michel persprijs
- Prix Saint-Michel toekomstprijs voor een auteur die maximaal drie albums heeft uitgebracht
- Prix Saint-Michel jeugdprijs

## Winnaars
De winnaars van de Grand Prix Saint-Michel:
- 1971 - Edgar P. Jacobs
- 1972 - Morris
- 1973 - Hergé
- 1974 - Jacques Laudy
- 1975 - Jijé
- 1979 - Bernard Cosendai
- 1980 - Didier Comès
- 1981 - Roger Brunel
- 1982 - Jean-Claude Servais
- 1983 - Grzegorz Rosiński
- 2002 - Hermann Huppen
- 2003 - Jacques Martin
- 2004 - Grzegorz Rosiński
- 2005 - Jean Graton
- 2006 - Willy Lambil
- 2007 - Marcel Gotlib
- 2008 - Raoul Cauvin
- 2009 - Jean Van Hamme
- 2010 - André-Paul Duchâteau
- 2011 - Philippe Delaby
- 2012 - Jean-François Charles
- 2013 - Philippe Geluck
- 2014 - Florence Cestac
- 2015 - François Walthéry
- 2016 - Milo Manara
- 2017 - Philippe Berthet
- 2018 - Jean-Claude Mézières
- 2019 - François Boucq